# Rolodex

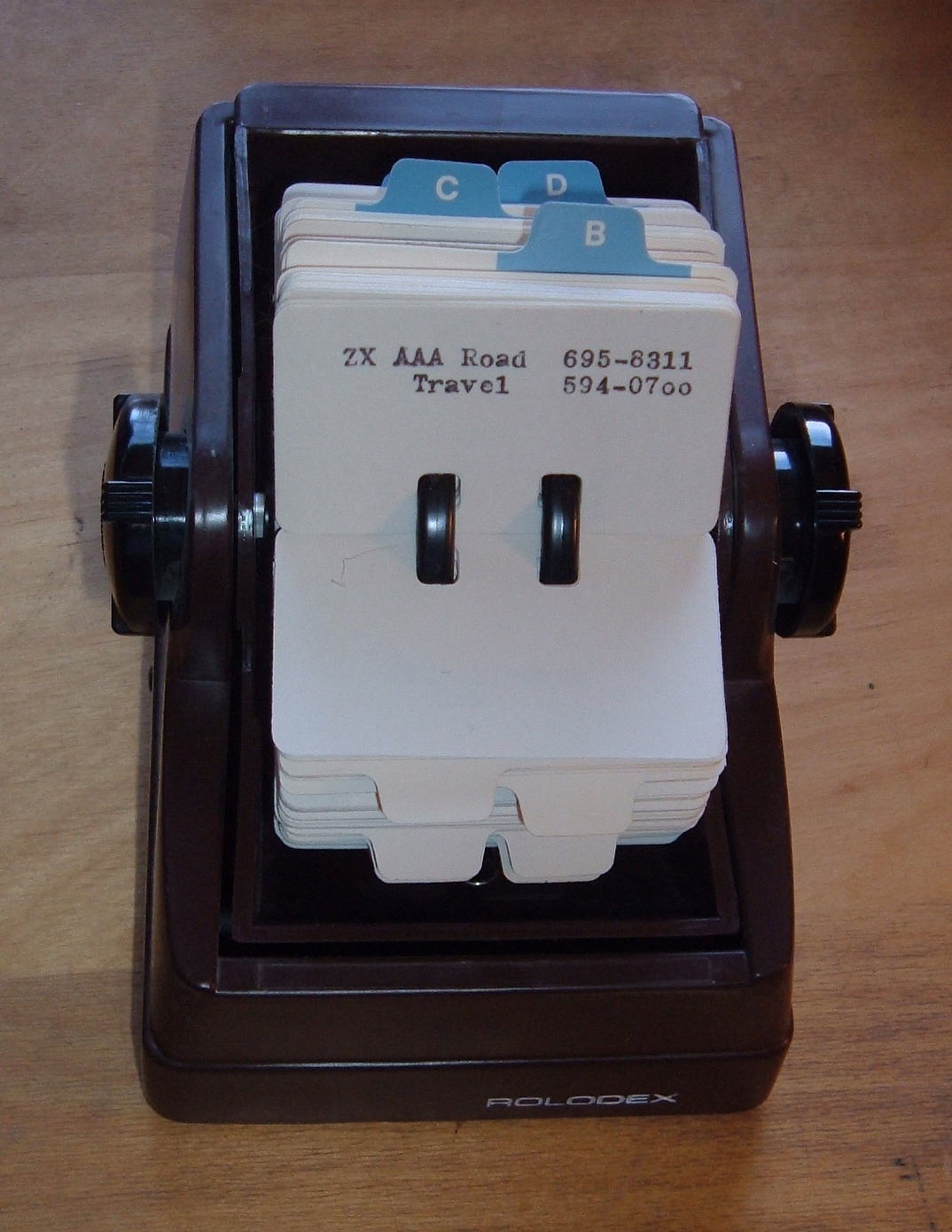
Un fichier Rolodex utilisé dans les années 1970.

Un Rolodex est un carnet d'adresses se présentant sous la forme d'un classeur rotatif, d'allure cylindrique, contenant des fiches sur lesquelles son utilisateur peut faire figurer les coordonnées de ses contacts, et monté sur un socle afin de pouvoir être installé de manière permanente sur un bureau.

## Fiches
Les fiches contenues dans un Rolodex ont une forme spécifique, elles sont perforées de deux trous dans leur partie inférieure.
Son utilisateur est supposé y reporter les coordonnées de ses contacts (personnes ou entreprises) en consacrant une fiche pour chacun d'eux. De nombreux utilisateurs font toutefois l'économie de cet effort en y fixant directement la carte de visite du contact à répertorier. Pour cette raison, certaines entreprises ont produit des cartes de visite reprenant le format des fiches prévues pour les Rolodex.
Des onglets peuvent être utilisés pour faciliter la recherche.

## Histoire
Le Rolodex a été inventé dans les années 1940 par l'Américain Arnold Neustadter ; il lui avait à l'époque donné le nom de Wheeldex, et il le faisait fabriquer par son entreprise Zephyr American. Un de ses ingénieurs, le Danois Hildaur L. Neilsen, l'a aidé à l'améliorer, et en a obtenu le brevet en 1956, prenant alors le nom de Rolodex. Différents designs ont suivi, notamment des modèles non couverts, ou à deux séries de fiches.
Synonyme d'un large réseau, il est devenu un symbole de puissance et de réussite professionnelle.
Malgré l'apparition de l'ordinateur personnel dans les années 1980, et de nombreuses applications remplissant la même fonction, le Rolodex est toujours d'un usage courant : il s'en vend encore 10 millions d'unités chaque année de par le monde, et des programmes ont été créés pour facilier l'impression de fiches au format Rolodex.

## Une marque utilisée comme nom
Son nom est un mot-valise issu de la contraction des mots anglais « rolling » (« roulant ») et « index ». Il s'agit initialement de la marque sous laquelle ce produit a été commercialisé, mais elle est progressivement devenue un terme générique, utilisé pour désigner n'importe quel carnet d'adresses de ce type. De nos jours, cette marque existe encore et commercialise également d'autres accessoires de bureau ; elle appartient actuellement à Newell Rubbermaid, qui l'avait achetée à Insilco Corporation en 1997.

## Le rolodex dans la culture populaire
Bien que cet objet soit d’un usage courant et de fait présent dans de nombreuses œuvres, on peut noter l’usage particulier qu’en fait Parker Lewis dans la série Parker Lewis ne perd jamais : il contient les excuses qui lui permettent de faire l’école buissonnière. Dans l'épisode 24 de la saison 5 de la série The Office, Déclaration de guerre, Dwight vole le Rolodex de Michael pour avoir les contacts de ses clients et empêcher le second de les appeler. C'est aussi le cas dans l'épisode 17 de la saison 2 de la série Sex and The City, ou le Rolodex de Samantha est volé par son ancienne assistante. De nombreux Rolodex sont aussi visibles et mentionnés à de multiples reprises dans la série Mad Men.
Le rolodex tient aussi une place de choix dans la 3ème saison de la Série Masters of Sex , dans l'épisode 4 "sous influence" : en effet, Tessa, la fille de Virginia Johnson étant exclue de son lycée, cette dernière la charge en compagnie de la secrétaire Betty de remettre à jour le Rolodex.
Dans la première saison de la série Palm Royale, le Rolodex de Norma est l'objet de toutes les convoitises. 